# راویل (نبراسکا)
راویل(به انگلیسی: Raeville) شهری در ایالت نبراسکا کشور ایالات متحده آمریکا است که جمعیت آن در سرشماری سال ۲۰۱۰ میلادی، ۲۲ نفر بوده‌است.